# Freedom Writers
Freedom Writers is een Amerikaanse film uit 2007, geregisseerd door Richard LaGravenese. In de film spelen onder anderen Hilary Swank, April Lee Hernández, Mario Barrett, Patrick Dempsey en Scott Glenn. Het script is geschreven door regisseur LaGravenese, gebaseerd op het boek The Freedom Writers Diary van lerares Erin Gruwell.

## Verhaal
Erin Gruwell (gespeeld door Hilary Swank) is een beginnend lerares op de Amerikaanse Woodrow Wilson Classical High School. Ze krijgt een van de slechtst presterende klassen toegewezen. Haar klas lijkt weinig onder de indruk van haar pogingen om hen iets bij te brengen maar gaandeweg het schooljaar weet ze daar dankzij ongewone lesmethoden toch verandering in te brengen.
Erin Gruwell komt als een blanke vrouw uit een relatief rijke familie voor een klas met kansarme jongeren van verschillende etnische afkomst te staan. Vanuit de schoolleiding wordt zij geadviseerd om geen al te hoge verwachtingen van haar leerlingen te hebben. Zowel de school, als de mensen in haar omgeving zijn van mening dat het om domme en ongeïnteresseerde jongeren gaat. Gruwell is desondanks vastbesloten om haar leerlingen te laten slagen.
In eerste instantie lijken de critici gelijk te krijgen. De leerlingen zijn niet erg geïnteresseerd in haar Engelse lessen, regelmatig ontstaat er onenigheid tussen de klasgenoten onderling en enkele van haar leerlingen raken zelfs betrokken bij een schietpartij in een winkel met een dodelijk slachtoffer.
Als op een gegeven moment een zwarte leerling belachelijk wordt gemaakt door een karikatuur waarop hij afgebeeld wordt met erg dikke lippen vertelt Gruwell over de Holocaust en dat de nazi's destijds ook dat soort karikaturen gebruikten tegen de Joden. Dan blijkt echter dat alleen de enige blanke leerling in de klas weet wat de Holocaust is en dat er meer achter hun ongeïnteresseerde houding schuil gaat dan ze willen laten zien.
Gruwell besluit hierop om op een andere manier les te gaan geven. Hierbij stuit ze vervolgens op veel verzet van de school die vasthoudt aan vooroordelen. Boeken worden niet uitgeleend omdat haar leerlingen ze toch niet zouden begrijpen, en omdat ze de boeken kapot zouden maken in plaats van ze te lezen. Vervolgens besluit Gruwell dan haar lesmethoden zelf te financieren. Ze koopt boeken als Het Achterhuis en Romeo en Julia omdat dit hen meer aan zou spreken. Ook organiseert ze excursies, onder andere naar een oorlogsmuseum over de Holocaust. Door haar leerlingen allemaal de opdracht te geven een dagboek bij te houden komt ze ook achter de redenen van hun vaak vijandige houding. Hierdoor wint ze het vertrouwen van haar leerlingen die ook steeds betere resultaten behalen.
Vanuit de school en haar privéleven ondervindt Gruwell echter nog steeds veel weerstand. Het schoolhoofd vindt dat de leerlingen geen speciale behandeling verdienen en daardoor wordt ze gedwongen het schoolbestuur om toestemming te vragen. Doordat het succes van haar lesmethoden meermalen de aandacht in de pers krijgt wordt de vijandigheid tussen Gruwell en het schoolhoofd alleen maar erger.
Gruwells echtgenoot Scott Casey (gespeeld door Patrick Dempsey) is het er niet mee eens dat ze twee bijbanen heeft om haar lessen te financieren. Als Gruwell weigert haar baan op te geven besluit Casey zijn koffers te pakken.
Na het lezen van het dagboek van Anne Frank verzint Gruwell een opdracht om brieven aan Miep Gies te schrijven. De leerlingen stellen dan zelf voor om Miep Gies in hun klas uit te nodigen. Gruwell vertelt dat dat misschien niet lukt omdat ze oud is en de reis veel te duur. Haar leerlingen beginnen daarop met het inzamelen van geld met een braderie en een benefietconcert en ze weten het zo voor elkaar te krijgen dat Miep Gies alsnog in hun klas komt vertellen over de tijd dat Anne Frank in het Achterhuis zat ondergedoken.
Als het einde van het tweede jaar nadert en dat de leerlingen duidelijk wordt dat Gruwell hen het daaropvolgende jaar geen les kan geven omdat ze als beginnende leerkracht alleen aan eerste- en tweedejaars leerlingen les mag geven, zijn de leerlingen verontwaardigd en bang om hun vertrouwde "room 203" op te geven. De klas besluit als protest van hun eerder geschreven dagboeken samen een boek te schrijven. Dit boek geven ze de titel The Freedom Writers Diary. Het boek heeft effect als de onderwijsraad vervolgens besluit om Gruwell haar klas ook in het derde en vierde jaar les te laten geven.

## Rolverdeling
| Acteur               | Personage         | Opmerkingen                                                                                               |
| -------------------- | ----------------- | --- |
| Hilary Swank         | Erin Gruwell      | Beginnend lerares Engels                                                                                  |
| Patrick Dempsey      | Scott Casey       | Echtgenoot van Erin Gruwell                                                                               |
| Scott Glenn          | Steve Gruwell     | Vader van Erin Gruwell                                                                                    |
| Imelda Staunton      | Margaret Campbell | Schoolhoofd                                                                                               |
| April Lee Hernández  | Eva Benitez       | Leerling van Latijns-Amerikaanse afkomst. Bendelid                                                        |
| Mario                | Andre Bryant      | |
| Kristin Herrera      | Gloria            | |
| Jaclyn Ngan          | Sindy             | Leerling van Aziatische afkomst, heeft in een Cambodjaans vluchtelingenkamp gezeten. Bendelid             |
| Sergio Montalvo      | Alejandro         | |
| Jason Finn           | Marcus            | Donkere leerling met een crimineel verleden als gevolg van een onterechte veroordeling op jonge leeftijd. |
| Deance Wyatt         | Jamal             | |
| Vanetta Smith        | Brandy            | |
| Gabriel Chavarria    | Tito              | |
| Hunter Parrish       | Ben               | enige blanke jongen in de klas                                                                            |
| Antonio García       | Miguel            | |
| Giovonnie Samuels    | Victoria          | |
| John Benjamin Hickey | Brian Gelford     | |
| Robert Wisdom        | Dr. Carl Cohn     | |
| Pat Carroll          | Miep Gies         | Wordt uitgenodigd om voor de klas te vertellen over Tweede Wereldoorlog                                   |
| Will Morales         | Paco              | |

## Achtergrond
De film is gebaseerd op het boek The Freedom Writers Diary. Dit boek is door de leerlingen van de echte Erin Gruwell opgesteld uit de dagboeken die de klas had bijgehouden voor haar lessen. De titel van het boek is afgeleid van de Freedom Riders, een groep burgerrechtenactivisten in de Verenigde Staten die protesteerde tegen Rassensegregatie in het openbaar vervoer in het zuiden van het land.

## Prijzen en nominaties
Freedom Writers werd genomineerd voor twee prijzen, daarvan won de film er een.
2007
- Humanitas prijs in de Feature Film categorie - Gewonnen

2008
- Image Award voor Outstanding writing in a Motion Picture